# Чаплиці-Бонкі
Чаплиці-Бонкі (пол. Czaplice-Bąki) — село в Польщі, у гміні Кшиновлоґа-Мала Пшасниського повіту Мазовецького воєводства.
Населення — 108 осіб (2011).
У 1975-1998 роках село належало до Остроленцького воєводства.

## Демографія
Демографічна структура станом на 31 березня 2011 року:
|          | Загалом | Допрацездатний вік | Працездатний вік | Постпрацездатний вік |
| -------- | ------- | ------------------ | ---------------- | -------------------- |
| Чоловіки | 53      | 9                  | 36               | 8                    |
| Жінки    | 55      | 15                 | 28               | 12                   |
| Разом    | 108     | 24                 | 64               | 20                   |